# Angola (Indiana)
Angola ist eine City im US-Bundesstaat Indiana und der Verwaltungssitz des Steuben County. Die Einwohnerzahl beträgt 8732 (Stand 2019). 

## Geschichte
Das Postamt von Angola ist seit 1838 in Betrieb. Einige der ersten Siedler kamen aus dem Dorf Angola in New York und benannten ihre neue Heimat nach ihrer alten.

## Demografie
Nach einer Schätzung von 2019 leben in Angola 8732 Menschen. Die Bevölkerung teilt sich im selben Jahr auf in 92,5 % Weiße, 1,1 % Afroamerikaner, 0,8 % Asiaten, 0,2 % Ozeanier und 5,1 % mit zwei oder mehr Ethnizitäten. Hispanics oder Latinos aller Ethnien machten 4,7 % der Bevölkerung aus. Das mittlere Haushaltseinkommen lag bei 47.878 US-Dollar und die Armutsquote bei 10,6 %.

## Söhne und Töchter
- Lois Irene Marshall (1873–1958), Gattin des US-Vizepräsidenten Thomas Riley Marshall
- William Dole (1917–1983), Künstler und Kunstpädagoge
- Hagood Hardy (1937–1997), Jazzmusiker und Komponist
- John Barnes (* 1957), Science-Fiction-Autor